# 시스이역
시스이역(일본어: 酒々井駅, しすいえき)은 일본 지바현 인바군 시스이정에 있는 철도역이다.

## 타는 곳
| 1 | ■ 나리타선 | 나리타・나리타 공항・야치마타・나루토・요카이치바・조시 방면 |
| 2 | ■ 나리타선 | 사쿠라・지바・후나바시・긴시초・도쿄 방면                    |

## 역세권 정보
- 게이세이 시스이 역(게이세이 전철 본선, 걸어서 10~15분)
- 국도 51호선
- 국도 296호선

## 역사
- 1897년 1월 19일: 영업 개시.

## 인접역
| 동일본 여객철도 나리타선 | 동일본 여객철도 나리타선 | 동일본 여객철도 나리타선 |
| ------------------------ | ------------------------ | ------------------------ |
| 사쿠라 방면              | ■ 나리타선               | 나리타 마쓰기시 방면     |